# Wallenthalerhöhe
Wallenthalerhöhe is een plaats in de Duitse gemeente Kall, deelstaat Noordrijn-Westfalen, en telt 26 inwoners (2006).